# 표영재
표영재(表永宰, 1972년 10월 17일~)는 대한민국의 성우이다.

## 이력
1997년부터 1999년까지 온미디어 3기 공채 성우로 입사하여 활동하였다가, 1999년 문화방송 15기 공채 성우로 재데뷔하였다.
성우로서는 다소 특이한 학력을 보유하였는데 육군사관학교 51기 졸업자 및 예비역 육군 대위 출신이다. 한때 선배 성우 박조호가 군기 잡는다는 이유로 후배들을 폭행하는 걸 목격하고 "그렇게 말로만 '군기, 군기' 따지고만 드는데, 그러지 마시고 어디 한 번 실력으로 해 봅시다!" 라고 맞섰는데 이로써 성우계의 똥군기 척결에 기여했다.

## 출연 작품

### 애니메이션
- 《이누야샤》 (애니원) - 스이코츠
- 《엠마 : 영국 사랑 이야기》 (투니버스) - 윌리엄 존스
  - 《엠마 : 영국 사랑 이야기 제 2막》 (투니버스) - 윌리엄 존스
- 《나나》 (애니원, 챔프) - 혼죠 렌
- 《레이브》 (투니버스) - 레트
- 《클라나드》 (애니박스) - 오카자키 토모야
- 《하이큐!!》 - 아즈마네 아사히
- 《나루토》 (투니버스) - 키미마로
- 《오세암》 (KBS) - 설정스님
- 《도라에몽》 (MBC) - 담임 선생님
- 《해머보이 망치》 - 무스칸
- 《미호 이야기》 (투니버스) - 연우 / 구미
- 《녹색의 전설》 (투니버스) - 타코마스 / 시종
- 《유리가면 OVA》 (애니원) - 집사
- 《바람의 검심》 (애니원)
- 《뫼비우스의 띠》 (애니원) - 황민규 선생 / 서현중 총경 / TV 아나운서 / 경비 / 헌터 / 요리사
- 《프린세스 츄츄》 (애니원) - 파울로
- 《뿡야뿡야 왕바우》 (애니원) - 복남
- 《헌터X헌터》 (애니원) - 카이토
- 《인랑》 (애니박스) - 헨미 아츠시
- 《잠수함 707 OVA》 (애니박스) - 레드
- 《우주탐사대》 (투니버스)
- 《Happy birthday to China》 (투니버스)
- 《미소녀 전사 익셀리온》 (투니버스) - 익셀블랙
- 《초기동전설 다이나기가》 (투니버스) - 찬
- 《더티페어 FLASH》 (투니버스)
- 《명탐정 코난》 (투니버스) - 하기현
- 《탐정학원 Q》 (투니버스) - 료
- 《배틀짱》 (투니버스) - 리호
- 《나루토 질풍전 극장판: 블러드 프리즌》 (투니버스) - 마로이
- 《기갑경찰 메탈잭》 (투니버스)
- 《기갑전사 걸키버》 (투니버스) - 빅 우드 / 선수 1 / 군인 2
- 《아미테이지 더 서드》 (투니버스)
- 《코스모워리어 제로》 (DVD) - 워리어 제로
- 《테니스의 왕자》 (투니버스) - 타치바나
- 《바시르와 왈츠를》 (MBC) - 오리시반
- 《원피스 극장판 에피소드 오브 사보》 (투니버스) - 사보
- 《원피스 필름 골드》 - 사보
- 《다이노코어》(SBS) - 얼티밋 튜너
- 《퇴마록》 - 허허자 / 아스타로트

### 특촬물
- 《가면라이더 빌드》 - 한수호 / 가면라이더 그리스

### 영화
- 《분노의 질주》 (MBC) - 조니(릭 윤)
- 《디 아더스》 (MBC) - 찰스(크리스토퍼 에클스턴)
- 《스쿠비 두 2》 (SBS) - 프레디(프레디 프린즈 주니어)
- 《포 페더스》 (MBC)
- 《좋은 친구들》 (SBS) - 스파이더(마이클 임피리올리)
- 《내 생애 최고의 데이트》 (SBS) - 테드 해밀턴(조시 더멜)
- 《아저씨 우리 결혼할까요?》 (SBS) - 임 선생(등건홍)
- 《세상의 중심에서 사랑을 외치다》 (MBC) - 사쿠타로(오사와 다카오)
- 《쓰나미》 (SBS) - 얀(크리스티안 에릭 킬링)
- 《반지의 제왕 2》 (SBS) - 레골라스(올랜도 블룸)
- 《반지의 제왕 3》 (SBS) - 레골라스(올랜도 블룸)
- 《러브 레터》 (SBS) - 남자 이츠키(카시와바라 다카시)
- 《퐁네프의 연인들》 (SBS)
- 《대부 3》 (SBS) - 앤서니(프랑크 담브로시오) / 쌍둥이 경호원(카를로스 미란다)
- 《연애사진》 (SBS)
- 《하얀 풍선》 (SBS)
- 《휴먼 스테인》 (SBS) - 젊은 콜먼(웬트워스 밀러)
- 《바텔》 (SBS)
- 《피너츠 송》 (SBS)
- 《드라큘라 2000》 (SBS) - 셰이드(대니 매터슨)
- 《위험한 사돈》 (SBS) - 마크(라이언 레이놀즈)
- 《비상계엄》 (MBC) - 마이클(마크 밸리)
- 《사관과 신사》 (MBC)
- 《청사》 (MBC) - 법사(조문탁)
- 《브링 잇 온》 (MBC)
- 《사무라이 픽션》 (MBC) - 구로자와(오사와 켄) / 하츠키
- 《촉산전》 (MBC)
- 《러브 오브 시베리아》 (MBC) - 앤드류(올레크 멘시코프)
- 《007 네버 다이》 (MBC) - 해군 전함 선원(줄리안 린드 터트)
- 《007옥토퍼시》 (MBC)
- 《장군의 딸》 (MBC) - 브렌스포드 대위(브레드 베이어)
- 《위트니스》 (MBC)
- 《이연걸의 소림오조》 (MBC) - 마영아(계춘화)
- 《동방삼협》 (MBC) - 박사
- 《하트 브레이커스》 (MBC)
- 《우나기》 (MBC) - 마사키(코바야시 켄)
- 《일본침몰》 (MBC) - 유우키(오이카와 미츠히로)
- 《동방불패2》 (MBC) - 능풍
- 《더 길티》 (MBC) - 데니스(다시 벨셔)
- 《패트리어트》 (MBC) - 게이브 리얼(히스 레저)
- 《아이언 이글》 (MBC) - 토니
- 《디 아이》 (MBC) - 의사
- 《4월 이야기》 (MBC) - 야마자키 선배(다나베 세이치)
- 《철도원》 (MBC) - 토시유키
- 《닌자 거북이2》 (MBC) - 미켈란젤로
- 《AD 2000》 (MBC) - 베니(오언조)
- 《8밀리》 (MBC) - 맥스(호아킨 피닉스)
- 《스타워즈 에피소드4》 (MBC) - 루크 스카이워커(마크 해밀)
  - 《스타워즈 에피소드5》 (MBC) - 루크 스카이워커(마크 해밀)
- 《아나콘다》 (MBC) - 마테오(빈센트 카스텔라노스)
- 《부라보 투 제로》 (MBC) - 스탠
- 《영웅신탐》 (MBC)
- 《클루리스》 (MBC)
- 《로즈 앤 그레고리》 (MBC)
- 《친니친니》 (MBC)
- 《룰스 오브 인게이지먼트》 (MBC)
- 《007뷰투어킬》 (MBC)
- 《위험한 증언》 (MBC)
- 《폭풍의 질주》 (MBC)
- 《큰 도둑 작은 도둑》 (MBC)
- 《유혹의 선》 (MBC)
- 《프랑켄슈타인》 (MBC)
- 《어비스》 (MBC)
- 《스위치 백》 (MBC)
- 《발렌타인》 (SBS) - 캠벨 모리스(대니얼 코스그로브)
- 《태양의 저편》 (SBS) - 토뇨(호드리구 산토루) 외
- 《풍운》 (MBC) - 진상
- 《파이트 클럽》 (MBC)
- 《동방불패》 (MBC)
- 《화소도》 (MBC)
- 《덴젤 워싱턴의 킬링 머신》 (MBC)
- 《세인트》 (MBC)
- 《어느 멋진 날》 (MBC)
- 《조강지처 클럽》 (MBC)
- 《아이언 마스크》 (MBC)
- 《브룩 쉴즈의 사하라》 (MBC)
- 《브레이크 다운》 (MBC)
- 《제로니모》 (MBC)
- 《당신에게 일어날 수 있는 일》 (MBC)
- 《탑건》 (MBC) - 멀린(팀 로빈스)
- 《007 언리미티드》 (MBC)
- 《스트레이트 슈터》 (MBC)
- 《오리지날 씬》 (MBC)
- 《사랑과 영혼》 (MBC)
- 《리전에어》 (MBC) - 지휘관(앤더스 피터 브로)
- 《소친친》 (MBC)
- 《포트리스2》 (MBC)
- 《파워 오브 원》 (MBC) - 모리 길버트(도미닉 워커)
- 《피스메이커》 (MBC)
- 《왓처》 (MBC)
- 《파이터 블루》 (MBC)
- 《인도차이나》 (MBC)
- 《스타워즈 에피소드1》 (MBC)
- 《본 콜렉터》 (MBC) - 케니(마이크 맥글론)
- 《씬 레드 라인》 (MBC)
- 《고질라》 (MBC)
- 《나 홀로 집에 3》 (MBC)
- 《블레이드》 (MBC)
- 《예카테리나 대제》 (MBC) - 살티코프(크레이그 매클라클런)
- 《엔트랩먼트》 (MBC)
- 《인디펜던스 데이》 (MBC)
- 《빅 대디》 (MBC) - 토미(피터 단테)
- 《음식남녀2》 (MBC)
- 《키스 더 걸》 (MBC)
- 《메리에겐 뭔가 특별한 것이 있다》 (MBC) - 학생(제임스 가이에로)
- 《스크림2》 (MBC)
- 《스크림》 (MBC)
- 《비독》 (MBC)
- 《유니버셜 솔져 - 그 두 번째 임무》 (MBC)
- 《마틸다》 (MBC)
- 《한 여름밤의 꿈》 (MBC)
- 《컵》 (MBC)
- 《스톰 캐쳐》 (MBC)
- 《세 얼간이》 (MBC) - 란초 샤말다스 찬차드(아미르 칸)
- 《에디 머피의 골든 차일드》 (MBC)
- 《라스트 런》 (MBC) - 조지(바르나 일리에스)
- 《스위치》 (MBC) - 스티브(페리 킹)
- 《한 여름 밤의 꿈》 (MBC) - 풀루트(샘 락웰)
- 《유니버셜 솔저 - 그 두 번째 임무》 (MBC) - 세스(마이클 제이 화이트)
- 《이벤트 호라이즌》 (MBC) - 저스틴(잭 노즈워시)
- 《인디아나 존스: 최후의 성전》 (MBC) - 어린 인디(리버 피닉스)
- 《007 리빙 데이라이트》 (MBC) - 위태커의 부하(데렉 혹스비)
- 《브레이크 다운》 (MBC) - 빌리(잭 노즈워시)
- 《하늘과 땅》 (MBC) - 미군 행정병(팀 귀니) / 선생님(히유 밴 뷰)
- 《플래시드》 (MBC) - 조종사(스티브 마이너)
- 《중안조》 (MBC) - 진반장의 정보원(청지리)

### 외화
- 《24 (텔레비전)》 (MBC)
- 《CSI마이애미》 (MBC) - 라이언 울프(조너선 토고) 役, 에릭 델코(애덤 로드리게스) 役
- 《프리즌 브레이크》 (SBS) - 마이클 스코필드(웬트워스 밀러) 역
- 《밴드 오브 브라더스》 (MBC) - 조 리브갓 역
- 《장미가 없는 꽃집》 (JTBC) - 시오미 에이지(카토리 싱고) 역

### 내레이션
- 《스타오디션 위대한 탄생》 (MBC)
- 《MBC 연기대상》 (MBC)
- 《W》 (MBC)
- 《세상은 넓다》 (KBS)
- 2015.02.08~2015.04.04 《발칙한 사물 이야기, 다빈치 노트》 (KBS)
- 2012.08.01 EBS 다큐 10 +《자연의 기적, 물》 (EBS)
- 2013.02.21 EBS 다큐 10 + 《숲의 사계》 (EBS)
- 2013.06.10 EBS 다큐 10 + 《숲의 사계》 (EBS)
- 2013.08.28 EBS 세계의 눈 《에너지 위기, 대안을 찾아서》 (EBS)
- 2014.03.12 EBS 다큐프라임 《조선두부 왜국을 깨우다》 (EBS)
- 2014.06.09 EBS 다큐프라임 《불멸의 마야》 제 1부 옥수수 문명을 찾아서 (EBS)
- 2014.06.10 EBS 다큐프라임 《불멸의 마야》 제 2부 260일 달력, 촐낀 (EBS)
- 2014.08.10 EBS 세계의 눈 《가난한 이들의 이웃, 교황 프란치스코》 (EBS)
- 2014.09.07 EBS 세계의 눈 《죽음의 미로, 블루홀》 (EBS)
- 2014.09.28 SBS 네트워크 특선 《서해기 - 격랑의 바다, 격렬비열도에 서다》 (SBS)
- 2015.03.09 EBS 다큐프라임 《중앙아시아, 살아남은 야생의 기록》 1부 프롤로그, 길들지 않은 땅 (EBS)
- 2015.03.10 EBS 다큐프라임 《중앙아시아, 살아남은 야생의 기록》 2부 겨울, 늑대와 유목민 그들의 겨울 (EBS)
- 2015.03.11 EBS 다큐프라임 《중앙아시아, 살아남은 야생의 기록》 3부 바람의 이야기, 땅의 노래 (EBS)
- 2015.03.16 EBS 다큐프라임 《중앙아시아, 살아남은 야생의 기록》 4부 파미르와 히말라야 (EBS)
- 2015.03.17 EBS 다큐프라임 《중앙아시아, 살아남은 야생의 기록》 5부 생명, 물에 깃들다. (EBS)
- 2015.07.05 EBS 세계의 눈 《자연의 기적, 물》 (EBS)
- 2015.07.19 EBS 세계의 눈 《운명의 숙적, 사자와 물소》 (EBS)
- 2015.08.05 KBS 광복 70주년 특별기획 《70년의 세월 70가지 이야기》 2부 작은 영웅들, 역사를 만들다 (KBS)
- 2015.08.09 EBS 세계의 눈 《로빈 윌리엄스》 (EBS)
- 2015.09.25 EBS 특집 자연다큐 그린 플래닛》 (EBS)
- 2015.10.03 EBS 세계의 눈 《영국의 사계 - 겨울》 (EBS)
- 2015.10.10 EBS 세계의 눈 《영국의 사계 - 봄》 (EBS)
- 2015.10.17 EBS 세계의 눈 《영국의 사계 - 여름》 (EBS)
- 2015.10.24 EBS 세계의 눈 《영국의 사계 - 가을》 (EBS)
- 2016.01.24 EBS 세계의 눈 《빛 공해의 위협》 (EBS)
- 2016.02.13 EBS 세계의 눈 《자원의 미래 - 도시 광산업》 (EBS)
- 2016.03.06 EBS 세계의 눈 《봄 - 지중해에서 알프스까지》 (EBS)
- 2016.03.13 EBS 세계의 눈 《봄 - 알프스에서 북극해까지》 (EBS)
- 2016.05.29 EBS 세계의 눈 《생명의 발트 해 - 해안》 (EBS)
- 2016.07.10 EBS 세계의 눈 《시간을 잊은 계곡, 아우스제를란트》 (EBS)
- 2016.08.13 EBS 세계의 눈 《북극곰의 여름나기》 (EBS)
- 2016.09.18 EBS 특집 다큐멘터리 《지중해》(EBS)
- 2017.01.28 EBS 세계의 눈 《노이지들러 호의 사계》 (EBS)
- 2017.10.15 EBS 세계의 눈 《웨스트민스터 천 년의 비밀》 (EBS)
- 2018.04.05 EBS 세계의 눈 《북아메리카의 장거리 여행자, 캐나다두루미>》 (EBS)
- 2019.03.06 EBS 세계의 눈 《베르사유궁을 사랑한 왕과 대통령》 (EBS)
- 2019.03.14 EBS 세계의 눈 《헨리 8세와 공포의 시대》 (EBS)

### 라디오
- 《만화열전 - 호텔 아프리카》 (MBC) - 에드
- 《만화열전 - 마스카》 (MBC) - 레크
- 《만화열전 - 열혈강호》 (MBC) - 도적 / 자섬풍
- 《만화열전 - 레드문》 (MBC)
- 2005.08.29~2005.08.30 《EBS 라디오 문학관》 (EBS) 현진건 作 <빈처> - 사촌 T
- 2005.08.31~2005.09.03 《EBS 라디오 문학관》 (EBS) 염상섭 作 <표본실의 청개구리> - 해설, 나
- 2005.10.03~2005.10.06 《EBS 라디오 문학관》 (EBS) 박태원 作 <소설가 구보씨의 일일>
- 2008.06.02~2005.06.06 《입체낭독 라디오 문학관》 (TBS) - 모파상 作 <목걸이>

### TV 광고
- 아이에스동서
- 오피러스 (기아자동차)
- 쎄라토 (기아자동차)
- 쏘렌토 (기아자동차)
- 카니발 (기아자동차)
- 로체 (기아자동차)
- 스포티지 (기아자동차)
- 쏘나타 (현대자동차)
- 아반떼 (현대자동차)
- 그랜저 (현대자동차)
- 베라크루즈 (현대자동차)
- 제네시스 (현대자동차)
- 레조 (GM대우)
- G2X (GM대우)
- KDB산업은행 (산업은행유타워)
- 옵티머스2X (LG전자)
- 엑스캔버스 (LG전자)
- LG인피니아 (LG전자)
- 테크익스트림크린 (LG생활건강)
- 코란도C (쌍용자동차)
- 액티언스포츠 (쌍용자동차) (라디오광고)
- 로디우스 (쌍용자동차)
- 카이런 (쌍용자동차)
- 무쏘SUT (쌍용자동차)
- 라세티 (GM대우)
- 캠리 (토요타)
- 레전드 (혼다)
- 한국투자증권
- 극동정보대학
- 삼성 SUHD TV (삼성전자)
- 로한(컴트루미디어)
- 하남돼지집
- 분노의 질주 더 얼티메이트
- 삼성생명
- A6 (아우디)
- 미스터피자
- S80 (볼보)
- 점프 (예감)
- LG텔레콤
- 천지양 홍삼 (천지양)
- myLG070 (LG데이콤)
- 프로피아 (현대텔레메틱스)
- 우리V카드 (우리은행)
- NH농협생명
- 게므론 코큐텐 (대웅제약)
- 대한통운
- 뮤코펙트 (한국베링거인겔하임)
- 신한생명
- 아시아나항공
- 타이틀리스트코리아
- 휴먼빌 (일신건영)
- 둘코락스 에스 (한국베링거인겔하임)
- 님스 아일랜드
- VIXIA HF10 (캐논)
- 교보AXA 자동차보험
- 유진투자증권
- 몬스터헌터 프론티어 온라인 (캡콤)
- 에너지 절약 캠페인 (MBC)
- KB은행
- Y CITY (요진건설산업)
- 원티드
- DMB drive (MBC)
- 씽크패드 (LG IBM)
- 삼성
- 인디안
- 필립스 면도기 PHILIPS
- 지우투 (코오롱패션)
- [[클린&클리어 클리어훼어니스
- 에너자이저
- NII
- 다우니 (한국P&G)
- 롯데몰 (롯데쇼핑)
- 스마트 코리아 (SK)
- 케녹스 (삼성테크윈)
- 슈페리어
- 타이완 관광청
- 킥 애스 영웅의 탄생
- 인제군 (강원도)
- 리딕
- 한국도자기
- 게토레이 (롯데칠성음로)
- 쉬크 콰트로4
- 미쟝센 펄샤이닝샴푸
- 양념이 진짜라면 (오뚜기)
- 쿠스타 (CJ제일제당)
- 드빈치 (남양유업)
- 동원증권
- 비트 퀵
- 트라스트 (SK케미칼)
- KB카드
- 알티마 (닛산)
- 천사와 악마
- 로이젠
- 브랜우드
- 제주대학교
- 금연 캠페인 (보건복지가족부)
- 재외동포재단
- ADT 캡스
- 언론중재위원회
- 한성 필하우스 (한성건설)
- 광주광역시
- 365mc병원
- HNC투자증권
- 기아자동차
- 국토해양부 대한주택보증
- 다음 다이렉트원 자동차보험
- 현대카드
- 건강한 대한민국만들기 캠페인 (한국방송공사 공익광고협의회)
- 노인수발보험
- 하이원스키 (하이원리조트)
- 노마 츄정 (삼아약품)
- 파크랜드
- 미래에셋증권
- 대신증권
- 오스템
- 우리은행
- 애니콜 (삼성전자)
- SK에너지
- 에듀카 (THE K 손해보험)
- 삼성증권
- KT (매가패스)
- 쉐보레
- 해태음료 (쉼표하나)
- KTF
- 삼성자산운용
- 한솔교육
- 파브(삼성전자)
- 클라쎄 (동부대우전자)
- 쿠퍼스 (한국야쿠르트)
- 카스
- 미즈노 (덕화스포츠)
- 현대모비스
- 싸이언 (LG전자)
- 올란도 (쉐보레)
- 하나은행
- 삼성증권
- 테딘워터파크 (휴러클리조트)
- BC카드
- 서울우유
- 금호타이어
- 투어리스트
- 그린호넷
- 랭고
- 숙명
- LG투자증권
- 큐원
- 대한생명
- 롯데리아 (버거짱)
- 인디아나존스
- 한국코카콜라 (라디오광고)
- 고지전
- 현대산업개발 (아이파크)
- 워터 포 엘리펀트
- 스타상품권
- 한국공항공사
- tvN
- 지크 (SK)
- 크린랲
- 하이원 (하이원리조트)
- 건강백화점 동의보감
- 엑스맨 퍼스트 클래스
- 7광구
- 지엠대우
- STX 조선
- 인피니티
- 프리스트
- 스크림
- 초능력자
- 구르믈 버서난 달처럼
- 킥애스 영웅의 탄생
- 데쓰프루프
- 페임
- 천사와 악마
- 롯데캐슬 (롯데건설)
- 케펜텍 (제일약품)
- 대우캐피탈
- SK
- 맛있는 리조또 (오뚜기)
- 롯데 월드콘 (롯데제과)
- 밀키스 (롯데칠성음료)
- PSP (소니컴퓨터엔터테인먼트코리아)
- 에쓰오일
- 썬키스트
- 세명대학교
- 정관장
- 국세청
- 110 정부민원안내콜센터 (국민권익위원회)
- 컨디션 파워 (CJ제일제당
- 푸른하늘21 (환경부)
- M뱅크 (SK텔레콤)
- 마티즈 (지엠대우)
- 요폴레 스위벨 (빙그레)
- 비코그린 (코오롱제약)
- 하나포스 (하나로텔레콤)
- 하이트맥주 (하이트진로)
- 국제약품
- SM7 (르노삼성자동차)
- QM5 (르노삼성자동차)
- KCC
- 대웅제약 (복합 우루사)
- 한국베링거인겔하임
- 헤라(아모레퍼시픽)
- 신한금융투자
- 한국타이어
- 디스민즈워
- 동부화재
- 스타워즈3D
- 어메이징 스파이더맨
- 웅진곰돌이
- 어벤져스 인피니티 워
- 포카리스웨트 (동아오츠카)
- 델몬트
- 테극기 휘날리며 DVD
- 스페이스9
- 맨온파이어
- 외환은행
- 신한은행
- 한국어린이안전재단
- 아이스 브레이커스 듀오 (허쉬초코렛
- 교촌치킨
- PCA 생명
- NH농협
- 스위트 (동일토건)
- 더 조은 (세영종합건설)
- 금호 어울림 (금호건설)
- 힐스테이트 (현대건설)
- 대한투자증권
- 비커밍제인
- 커펜텍 (제일약품)
- 라비앙로즈
- 오뚜기 삼포만두 (오뚜기)
- 인켈
- LG생활건강
- 베스킨라빈스31
- DSD
- 펜타포트
- 천제명 홍삼
- 질레트 퓨전 (한국피엔지)
- NH투자증권
- 액스캔버스 (LG전자)
- 나이트 플라이트
- 조류인플루엔자 바로알기 캠페인 (농림부)
- 충청남도
- 한국수력원자력
- XNOTE (LG전자)
- 네이트 드라이브 (SK텔레콤)
- 롯데관광
- I WAY 대구부산간고속도로 (현대산업개발)
- 코리아나 파운더 에센스 (코리아나)
- 이수영7집 그레이스 (리쿠드엔터테인먼트)
- 아로나민 씨 플러스 (일동제약)
- 롯데리아 환경부
- 이유다이렉트 (쌍용화제)
- 닥스 (LG패션)
- 킥스 (GS칼텍스)
- ES350 (렉서스)
- 파워에이드 (코카콜라)
- 영웅 온라인 (엠게임)
- 미즈노 (덕화스포츠)
- 한국지역난방공사
- 소니
- 넥센타이어
- 대동 다숲 (대동종합건설)
- 주택금융공사 e-모기지론
- 람대쉬 (파나소닉)
- 인천경제자유구역
- 또래오래 (농협목우촌)
- 계룡 리슈빌 (계룡건설)
- 오션스13
- 브리지스톤타이어
- 홈플러스

### 게임
- 리그 오브 레전드 - 바루스, 진
- 던전 앤 파이터 - 니베르
- 메이플스토리 - 기르모, 남성 카인, 티라그
- 회색도시 - 유상일
- 원신-종려, 드발린
- 쿠키런: 킹덤 - 벨벳케이크맛 쿠키

### 오디오 드라마
- The JaJa vol.00 (夜海)
- 신데렐라는 죽었다 (夜海)
- The Jara Vol.023 (夜海)

### 예고
- 《선덕여왕》 (MBC)

## 같이 보기
- 문화방송
- 문화방송 성우극회